# Liste der Bodendenkmale in Rieste
In der Liste der Bodendenkmale in Rieste sind die Bodendenkmale der niedersächsischen Gemeinde Rieste aufgeführt. Die Quelle ist der Denkmalatlas Niedersachsen.
- Bitte beachten Sie, dass diese Liste keinen Anspruch auf Vollständigkeit erhebt.
- Die Angaben ersetzen nicht die rechtsverbindliche Auskunft der zuständigen Denkmalschutzbehörde.
- Es sind nur Daten aus dem Denkmalatlas verarbeitet.
- Der Stand der Liste ist der 9. Mai 2025.

Rieste im Landkreis Osnabrück

## Allgemein
In den Spalten finden sich folgende Informationen des Bodendenkmales:
| Lage         | geographische Koordinaten                                                           |
| Bezeichnung  | Bezeichnung lt. Denkmalatlas                                                        |
| Beschreibung | Beschreibung lt. Denkmalatlas                                                       |
| ID           | Objekt-ID                                                                           |
| Bild         | Bild, ggf. zusätzlich mit Link zu weiteren Fotos im Medienarchiv Wikimedia Commons. |

## Bieste
| Lage                       | Bezeichnung         | Beschreibung | ID       | Bild |
| -------------------------- | ------------------- | --- | -------- | ---- |
| 52° 30′ 59″ N, 8° 1′ 24″ O | Bieste 3, Harenburg | Niederungsburg. Die Gebäude der ehemals von einer Graft umgebenen Burganlage sind abgebrochen, die Graft ist verfüllt. An der Ackeroberfläche zeichnet sich W des neuen Wirtschaftsweges eine deutliche längliche Erhebung ab, die den Standort des Hauptgebäudes markiert. Die Graft ist als feuchte Senke noch erkennbar. Im LuBi sind die Harenburg mit der zugehörigen Graft sowie die Grundrisse von 4 Gebäuden deutlich zu erkennen. Die Harenburg wurde Anfang des 13. Jhs. erbaut und im Jahre 1861 auf Abriss verkauft. Funde Spätmittelalter bis Neuzeit. | 28935199 | BW   |

## Rieste
| Lage                       | Bezeichnung                        | Beschreibung | ID       | Bild           |
| -------------------------- | ---------------------------------- | --- | -------- | -------------- |
| 52° 29′ 49″ N, 8° 1′ 29″ O | Rieste 6, Johanniter-Kommende Lage | Die Gräften der Hauptinsel waren mit der Hase verbunden. Die Kirche St. Johannis der Täufer steht nördlich der Hauptinsel, von der sie ursprünglich durch einen Wassergraben getrennt war. Vom vierflügeligen, einstöckigen Komtureigebäude sind der West-, Süd- und Ostflügel erhalten. Vom Torhausflügel im Westen führt eine Brücke über die Hase. In der Nordwestecke ein vorspringender, quadratischer Turm, vermutlich ein Überbleibsel der ursprünglichen Anlage. Von einem zweiten Eckturm sollen früher die Fundamente aufgefunden worden sein. Die Kommendegebäude des 17. Jhs. sind sehr gut erhalten.                  | 28935205 | Weitere Bilder |
| 52° 28′ 28″ N, 8° 0′ 31″ O | Rieste 13, Gut Vahrendorf          | Ehemals Burg. Über die ehemalige Befestigungsform liegen keine Erkenntnisse vor. Das heutige Herrenhaus besteht aus einer Zweiflügelanlage mit Walmdach. Der Südflügel ist als Bauernhaus in der Art eines niederdeutschen Hallenhauses konstruiert. Der massive Wohntrakt steht über einem tonnengewölbtem Keller. Außerdem existieren noch ein Torhaus von 1744 und drei Wirtschaftsgebäude. Die Gräften sind zugeschüttet. Ehemals Herrensitz des niederen Landadels. Möglicherweise aus einem fränkischen Meyerhof hervorgegangen. 1350 Ersterwähnung als "castrum" (Burg), wenig später Nennung eines befestigten Wohnsitzes. | 28936555 | BW             |